# Großvillars
Großvillars is een plaats in de Duitse gemeente Oberderdingen, deelstaat Baden-Württemberg, en telt 1006 inwoners (2007).